# Christophe Dupouey
Christophe Dupouey (født 8. august 1968i Tarbes, død 4. februar 2009 samme sted) var en fransk cykelrytter.
Christophe Dupouey kørte offroad-discipliner og blev kendt i 1989 i cykelcross, hvor han opnåede en andenplads ved VM i disciplinen. Han opnåede også flere gode resultater på mountainbike, hvor han nåede toppen i 1998 med et verdensmesterskab i cross country.
Senere blev han i 2003 fanget i dopingfælden, hvilket kostede ham både karantæne og en betinget fængselsdom på tre måneder. Han begik selvmord i 2009.